# Jan van den Hurk
Jan van den Hurk (Leeuwen, 3 oktober 1842 - aldaar, 6 maart 1881) was een Nederlandse zoeaaf die in de 19e eeuw in Italië heeft gevochten voor de kerkelijke staat.

## Geschiedenis
Jan van den Hurk, 23 jaar oud, tekende 17 februari 1866 voor deelname aan het zoeavenleger van paus Pius IX. Op 12 oktober 1867 hadden ongeveer 30 zoeaven van de 5e kompagnie 1e Battaillon, (waaronder Jan van den Hurk) onder leiding van luitenant Jules Desclé de plaats Subiaco (nabij Rome) net verlaten. Toen overvielen Garibaldisten onder leiding van Emilio Blenio met een verrassingsaanval de stad en namen de bisschop en de gouverneur gevangen. De bewakers van de stad konden zich terugtrekken op het kasteel in de stad en standhouden. De zoeaven die net vertrokken waren kregen lucht van de overval en keerden zo snel mogelijk naar Subiaco terug. Bij aankomst in de stad braken er (vuur)gevechten uit tussen de Garibaldisten en de zoeaven. Daarbij werd de leider van de Garibaldisten, Emilio Blenio, gedood. De bisschop kon worden bevrijd en er werden Garibaldisten gevangen genomen. Jan van den Hurk raakte gewond aan zijn arm en moest de rest van het jaar herstellen in een ziekenhuis. In 1868 heeft Willem III hem vergunning verleend tot het aannemen en dragen van het kruis Fidei et Virtuti en de gouden medaille Bene Merenti 3e grootte. Nadat op 20 september 1870 Rome werd ingenomen, werd het zoeavenleger ontbonden en keerden de militairen huiswaarts. Het invalidegeld dat hij bij terugkomst kreeg, van 2 gulden per week, was onvoldoende om van rond te komen. Daarom ging hij weer aan de slag als arbeider in zijn geboorteplaats Leeuwen.

## Familie
Jan van den Hurk was een zoon van Simon Franciscus van den Hurk en Anna Maria van Gorcom. Hij werd geboren op 3 oktober 1842 in Leeuwen als 5e in een gezin van 8 kinderen en op 6 maart 1881 is hij daar overleden. Hij bleef ongehuwd. Zijn jongere broer Arnoldus van den Hurk was ook een ondernemend type en vertrok in 1880 vanuit Leeuwen naar Helenaveen om daar de tabaksteelt te introduceren.